# Gilead Sciences
Gilead Sciences es una compañía biotecnológica estadounidense dedicada a investigar, descubrir, desarrollar y comercializar fármacos para tratar enfermedades. Desde su fundación en 1987 y durante muchos años la compañía se dedicó principalmente a desarrollar medicamentos antivirales para tratar pacientes infectados con VIH, hepatitis B o influenza. En 2006, Gilead adquirió dos compañías que se especializaban en desarrollar tratamientos contra enfermedades de los pulmones. La compañía tiene más de una docena de productos comerciales disponibles. Su sede central se encuentra en Foster City, California, operando en toda Norte América, Europa y Australia. Al final de 2009 la compañía tenía aproximadamente unos 4000 empleados.
Esta empresa ganó 1200 millones con el medicamento para tratar la gripe aviar, ahora comercializa el tratamiento del coronavirus Remdesivir.
Es una empresa reconocida por su gran labor en la investigación farmacéutica.

## Productos que comercializa
Gilead tiene 21 productos en el mercado.
| Marca comercial   | Nombre del fármaco                                 | Uso                                                                                                 | Fecha aprobación (EE. UU.)       | Socios de comercialización       | Vencimiento patente (EE. UU.) | Vencimiento patente (UE) |
| ----------------- | -------------------------------------------------- | --------------------------------------------------------------------------------------------------- | -------------------------------- | -------------------------------- | ----------------------------- | ------------------------ |
| AmBisome          | liposomal amphotericin B                           | Infección por hongos, meningitis por criptococos, Aspergillus, Candida, infecciones con Criptococos | 1997-08-11                       | Astellas Pharma(USA)Rapiscan(EU) | 2016                          | Vencida                  |
| Atripla           | tenofovir, emtricitabine, y efavirenz              | VIH                                                                                                 | 2006-07-12                       | Bristol-Myers Squibb             | 2021                          | 2018                     |
| Cayston           | Aztreonam                                          | Fibrosis quística                                                                                   | 2010-02-22                       |                                  | 2021                          | 2021                     |
| Complera/Eviplera | tenofovir, emtricitabine, y rilpivirine            | VIH                                                                                                 | 2011-08-10                       | Johnson and Johnson              |                               |                          |
| Emtriva           | emtricitabine                                      | VIH                                                                                                 | 2003-07-02                       |                                  | 2021                          | 2016                     |
| Flolan            | epoprostenol sodium                                | hipertensión pulmonar                                                                               | 1995-09-20                       | GlaxoSmithKline                  | Vencida                       | Vencida                  |
| Harvoni           | sofosbuvir, ledipasvir                             | Hepatitis C                                                                                         | 2014-10-10                       |                                  |                               |                          |
| Hepsera           | adefovir dipivoxil                                 | Hepatitis B (HBV)                                                                                   | 2002-09-20                       |                                  | Vencida                       | Vencida                  |
| Letairis          | ambrisentan                                        | Hipertensión pulmonar arterial                                                                      | 2007-06-15                       | GlaxoSmithKline                  | 2015                          | 2015                     |
| Lexiscan          | regadenoson                                        | myocardial perfusion imaging                                                                        | 2008-04-10                       | Astellas                         | 2019                          | 2020                     |
| Macugen           | pegaptanib sodium solution                         | Degeneración macular asociada a la edad                                                             | 2004-12-17                       | OSI y Pfizer                     | 2017                          | 2017                     |
| Ranexa            | ranolazine                                         | angina                                                                                              | 2006-01-27                       | Hoffmann-La Roche                | 2019                          | 2019                     |
| Sovaldi           | sofosbuvir                                         | Hepatitis C                                                                                         | 2013-12-06                       |                                  |                               |                          |
| Stribild          | elvitegravir, cobicistat, emtricitabine, tenofovir | VIH                                                                                                 | 2012-08-27                       |                                  |                               |                          |
| Tamiflu           | oseltamivir phosphate                              | Influenza                                                                                           | 1999-10-27                       | Hoffmann-La Roche                | 2016                          | 2016                     |
| Truvada           | emtricitabina y tenofovir                          | VIH                                                                                                 | 2004-08-02                       |                                  | 2021                          | 2018                     |
| Tybost            | cobicistat                                         | VIH                                                                                                 | 2013-09-25 (EU), 2014-09-24 (US) |                                  |                               |                          |
| Viread            | tenofovir                                          | VIH, hepatitis B                                                                                    | 2001-10-26                       |                                  | 2017                          | 2018                     |
| Vistide           | cidofovir                                          | Retinitis por Citomegalovirus                                                                       | 1996-06-26                       | Pfizer                           | expired                       | expired                  |
| Vitekta           | elvitegravir                                       | VIH                                                                                                 | 2013-09-25 (EU), 2014-09-24 (US) |                                  |                               |                          |
| Zydelig           | idelalisib                                         | oncología, linfoma                                                                                  | 2014-07-23                       |                                  |                               |                          |